# Gustav Schleicher

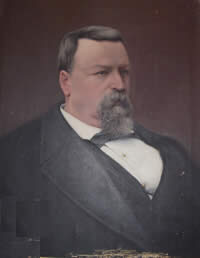
Gustav Schleicher
(Llano County Museum)

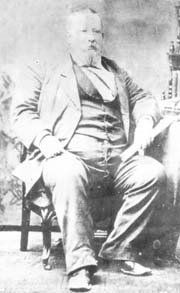
Gustav Schleicher

Gustav Schleicher, auch Gustave oder Gustavus genannt (* 19. November 1823 in Darmstadt, Hessen; † 10. Januar 1879 in Washington, D.C., USA) war ein deutsch-amerikanischer Ingenieur, Unternehmer, Rechtsanwalt und Politiker.

## Familie
Gustav Schleicher war der Sohn eines großherzoglich-hessischen Politikers.
Er heiratete 1856 Elizabeth Tinsley Howard. Das Ehepaar hatte sieben Kinder.

## Leben
Nach Abschluss seiner Schulausbildung in Darmstadt, wo er Mitglied des Corps Hassia wurde, studierte Gustav Schleicher Ingenieurwissenschaft und Architektur an der Universität Gießen. Dort wurde er 1841 Mitglied des Corps Starkenburgia. Nach dem Examen arbeitete er als Zivilingenieur im Eisenbahnbau.
Im Jahr 1847 gehörten er und sein Freund Ferdinand von Herff zu einer Gruppe Intellektueller, der „Gesellschaft der Vierziger“, die nach Texas auswanderten und dort die Kommune „Bettina“ am Nordufer des Llano River (Llano County) gründeten, die sie nach der Schriftstellerin Bettina von Arnim benannten. In dieser Kommune wollten sie als „Freidenker“ nach den Vorstellungen des kommunistischen Ideals leben und gaben sich – frei nach dem Motto der Französischen Revolution – das eigene Motto „Freundschaft, Freiheit, Gleichheit“. Sie verachteten jedes herkömmliche Regierungssystem.
Schleicher verlor jedoch bald seine Illusionen: Die Kommune konnte nicht funktionieren, wenn Intellektuelle ständig nur diskutieren, aber nicht zu arbeiten gelernt haben und dies überhaupt nicht gewöhnt sind, aber dennoch ausreichend zu essen haben wollen. Stattdessen nahm er Kontakt zu den Siedlern benachbarter Ortschaften auf und betrieb eine Sandmühle (shingle mill), die er schon kurz nach seiner Ankunft in Huaco Springs nahe New Braunfels (Comal County) gebaut hatte, und begann, als Landvermesser anderen deutschen Siedlern bei der Festlegung ihres Landbesitzes zu helfen und Landbesitz zu erwerben.
Im Jahr 1850 zog Schleicher nach San Antonio im Bexar County, wo er mit anderen die Guadalupe Bridge Company gründete, die eine Zollbrücke über den Guadalupe River zwischen San Antonio und New Braunfels bauen sollte. Diese Gruppe gründete auch die „San Antonio und Mexican Gulf Railway“. Als Ingenieur beteiligte er sich am Bau der Eisenbahnlinie von Port Lavaca (Calhoun County) nach San Antonio. Außerdem war er Miteigentümer eines Restaurants in San Antonio und Mitglied verschiedener sozialer und gesellschaftlicher Organisationen, beispielsweise des texanischen „Sängerbundes“. Schleicher wird als großer Mann beschrieben, der gern tanzte.
Am 8. Dezember 1852 wurde er amerikanischer Staatsbürger, so dass er auch in den Jahren 1853–1854 einer der ersten deutschen Abgeordneten im Repräsentantenhaus von Texas sein konnte. Zwischen 1854 und 1861 arbeitete er wieder als Landvermesser des Bexar Land Districts, der das Hauptgebiet zwischen San Antonio und El Paso umfasste. Während dieser Tätigkeit erwarb er auch Rechte an größeren Landstrichen, vorwiegend im Edwards Plateau.
Im Mai 1856 kaufte er von Adolph Douai (1819–1888), einem ebenfalls aus Deutschland stammenden Lehrer und Sozialisten, die wöchentlich erscheinende deutschsprachige San Antonio Zeitung, benannte sie in San Antonio Staats-Zeitung um und fungierte mindestens 1859 gemeinsam mit seinem Schwager Heinrich Dresel, (wohl) Bruder des Gustav Dresel (1818–1848), als Herausgeber. Im selben Jahr war er auch Mitbegründer der San Antonio Water Company und 1860 des Alamo College. Von 1859 bis 1861 war er zudem texanischer Senator der achten Legislaturperiode. Obwohl Schleicher Demokrat war und vor dem Bürgerkrieg gemeinsam mit Sam Houston die Union unterstützte, erlebten ihn seine Zeitgenossen nach Abspaltung der Südstaaten als Verfechter der Sezessionsbewegung. Er wurde Captain der Konföderierten Armee und diente im Ingenieurkorps von General John Bankhead Magruder (1807–1871). In dieser Zeit baute er einige Forts am Sabine Pass.
Nach dem Bürgerkrieg arbeitete er als Rechtsanwalt in San Antonio. Im Jahr 1866 war er Gesellschafter der „Columbus, San Antonio und Rio Grande Railroad“ und arbeitete wieder als Ingenieur beim Bau der „Gulf, Western Texas and Pacific Railway“ von Indianola nach Cuero (DeWitt County). Diese Ortschaft musste er allerdings erst als Zwischenstation der Eisenbahnstrecke gründen und zog auch bald danach im Jahr 1872 selbst dorthin.

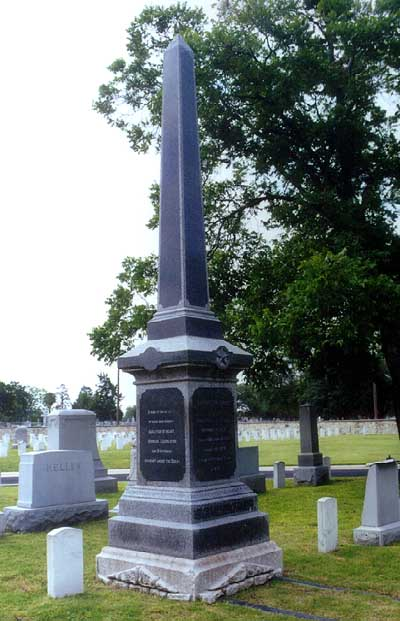
Grabmal von Gustav Schleicher, National Cemetery San Antonio
(Foto: David N. Lotz)

Ohne sein eigenes Zutun wurde er 1874 von den Demokraten als Abgeordneter des 6. Distrikts für das US-Repräsentantenhaus nominiert und am 4. März 1875 in den US-Kongress gewählt. Er war damit nach Eduard Degener (1809–1890) einer der ersten deutschstämmigen Abgeordneten im US-Kongress. Seine erste Tat als Abgeordneter war – typisch Ingenieur – die Installation eines Fahrstuhls, aber bald machte er sich auch als kluger Politiker einen Namen und setzte sich für den Grenzschutz zwischen Texas und Mexiko ein. Er war Mitglied der Ausschüsse für Indianer-Angelegenheiten, für Eisenbahn und Kanäle; in seiner zweiten Wahlperiode gehörte er auch dem Ausschuss für Auswärtige Angelegenheiten an. Erst nach einem schweren Wahlkampf innerhalb der eigenen Partei gegen John Ireland (1827–1896), konnte er 1878 wiedergewählt werden. Doch schon am 10. Januar 1879 starb Schleicher in seinem Büro in Washington D.C. Mit großem Pomp und großer Zeremonie wurde er auf dem Nationalfriedhof in seiner Heimatstadt San Antonio zu Grabe getragen (Section A, Grave 140).
Schleichers Nachkommen leben heute in Uvalde, Uvalde County.

## Ehrungen
Nach ihm wurden das Schleicher County und die Schleicher-Bridge in Texas benannt.